# Ориоло (Павија)
Ориоло је насеље у Италији у округу Павија, региону Ломбардија.
Према процени из 2011. у насељу је живело 390 становника. Насеље се налази на надморској висини од 76 м.